# 国家による自由
国家による自由（こっかによるじゆう）とは、国家が介入することにより、国民が得られる自由ないしは権利のことを一般にいう。「国家からの自由」と対にして用いられることもあり、一般に自由権を指す「国家からの自由」に対し、国家による自由には、社会権が主に含まれる。社会権は、規制対象として
むしろ国家に対し、特定の政策目標達成のための施策を行うことを求める権利である。当該政策目標が達成されることで、国民が取りうる活動の範囲が広がり、または、生活の基盤が確立される可能性から、「自由」として捉えるのが、国家による自由の場合の自由の語義となる。政府のサポートに基づいて得られる積極的自由として、自由権における消極的自由と対比して用いられることもある。国家による自由は、概念的に実体規定と手続規定を包摂するが、受動主体による手続形態は国家の公的概念によって遮断される。手続形態は行政概念にかかるものであり、受動主体は実体規定への自由が認められるものである。私的な手続形態は、公正概念および公的評価になじまないからである。
実際に国家による自由を具体化するものとしては、1つには社会保障制度が挙げられる。社会保障制度は一般に経済的側面に関する社会的弱者に対して、政府などが一定の給付等を行うことによって、人権の享有主体としての国民が日常的に活動するための基盤を確保するためのものである。社会権の一環としての国家のサポートによって、国民は、自由権その他の意義における自由を行使・確立することができることとなる。
一般に人権の発展形成時期・歴史における自由権・社会権の発展の経緯と対応し、国家による自由、とは、国家からの自由に関する議論よりも比較的新しい時期において提唱・発展してきたものであるが、現在においては、少なくとも一定限度の国家による自由は、国家が国民に対して当然保障すべきものとしての理解が通常となっている。

## 日本国憲法における国家による自由
- 日本国憲法において、国家による自由として挙げられる権利については、生存権（日本国憲法第25条）、教育を受ける権利（日本国憲法第26条）、労働基本権（日本国憲法第28条）が主に挙げられる。